# 존 J. 퍼싱
존 조지프 퍼싱(John Joseph Pershing, GCB, 1860년 9월 13일 ~ 1948년 7월 15일)은 미국의 육군 장교이다. 지위는 육군 대원수이며 별명은 블랙 잭(Black Jack)이다. 미국 인디언 전쟁, 미국-스페인 전쟁에 종군하였으며, 제1차 세계대전 당시 미국 원정군 총사령관으로 서부 전선을 지휘하였다.
그의 업적을 기려 제2차 세계 대전 말기에 개발된 중전차에 그의 이름을 붙여 M26 퍼싱 중형전차가 되었다.

## 어린 시절
그는 미주리주 라클리드 군에서 사업가인 존 플레처 퍼싱과 전업주부인 앤 엘리자베스 톰슨 부부의 사이에서 태어났다. 퍼싱의 이름을 가진 그의 부계 조상들은 18세기 말 이민을 온 독일계 이민자들이었다. 퍼싱의 모친은 잉글랜드계 자손이었다. 그는 또한 다섯 명의 형제 자매들이 있었는데, 동생 제임스 F.(1862–1933)와 워드(1874년), 그리고 누이 동생은 매리 엘리자베스(1864년), 애나 매리(1867–1955), 그리고 그래이스(1896년)가 있었다. 세 명의 다른 자녀는 어릴 때 사망했다. 남북전쟁이 터졌을 때, 그의 아버지는 군 매점 상인으로 제18 미주리 의용군 보병대에서 일을 했지만, 군대에 직접 복무하지는 않았다.
퍼싱은 부유한 가정의 자녀, 조숙한 학생들을 위해 마련된 라클리드에 있는 학교에 입학을 했다. 1878년에 고등학교를 졸업하고, 현지의 흑인 아동들을 위한 교사가 되었다.
1880년 퍼싱은 미주리주 커셔빌에 있는 북 미주리 노멀 스쿨(현재의 트루먼 주립 대학)에 입학했다. 2년 후에 미국 육군사관학교 지원했다. 퍼싱은 이후 군복무를 하는 것보다 웨스트포인트에 들어가는 것이 우선적이었으며, 시골 미주리에서 얻을 수 있는 교육보다 더 나앗기 때문에 그곳을 지원했다고 인정했다.

## 웨스트 포인트

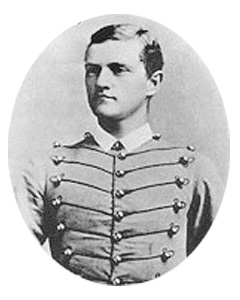
후보생도로서의 퍼싱, 1886년

1882년 가을 퍼싱은 웨스트 포인트 사관 생도 후부로 서약을 했다. 그는 일찍이 선임으로 선출되었으며, 연속적으로 일등 사관, 일등 상사, 일등 중위, 일등 대위가 되어 가장 가능성 있는 후보 사관 랭크가 되었다. 퍼싱은 직무상 율리시즈 S. 그랜트 대통령의 장례식을 호종한 웨스트 포인트 명예 가드를 지휘했다.

## 초기 경력
1886년 여름 웨스트 포인트를 졸업하고 소위로 임관되었다. 제6 기병연대에 배속되어 아파치 부족에 대한 전쟁에 참가하여 용맹을 떨쳤다. 특히 사격의 명수로 이름을 날렸고, 권총은 전군에서 2위, 라이플은 5위의 성적을 남겼다.
1893년에는 로스쿨을 졸업했다. 네브라스카 대학교 링컨 대학에서 군사 교관을 역임한 후, 1895년에 중위로 승진하여, 제10 기병연대에 배속된다. 이곳에서 흑인 병사를 이끌고 원주민과의 전투에서 활약하지만, 이로 인해 대규모의 크리크 족이 캐나다로 이동하게 된다.
1897년 육군사관학교의 교관으로 임명된다. 퍼싱의 엄격한 지도로 인해 생도들은 이전에 무서운 흑인 병사를 이끌고 활약을 한 것을 따서 ‘블랙 잭’(깜둥이 잭)이라는 별명으로 불렀다. 제1차 세계대전에서 퍼싱을 취재한 기자는 이 차별적인 별명을 ‘블랙 잭’(법 집행관이 휴대하는 가죽 소형 봉도 그렇게 불렀다)으로 완화 보도했기 때문에 현재는 이 이름으로 널리 알려져 있다.

## 스페인, 필리핀 전쟁
1898년에는 소령으로 임명되어 미국-스페인 전쟁에 참가하였다. 의용군을 이끌고 쿠바 원정을 떠나서 산후안 힐 전투에서 활약한다. 1899년부터 1903년까지는 미국-필리핀 전쟁에 종군하기 위해 필리핀에 가서, 폭동 진압 등의 공적을 세웠다. 또한 1901년에는 일단 대위로 복귀했다.
1903년 미국으로 돌아온 퍼싱의 눈부신 공적에 보답하기 위해, 시어도어 루스벨트 대통령은 준장 승진을 제안하지만, 군부의 반대에 부딪혀 이것은 실현되지 않았다. 그 후, 육군대학 등을 거쳐 1905년에는 대사관 포함 주재 무관으로 도쿄에 주재하게 된다. 같은 해에는 와이오밍주 상원의원 프랜시스 F. 워렌의 딸과 결혼을 했으며, 이 결혼으로 이후 퍼싱의 경력에 유리하게 작용하게 된다.
같은 해 가을에 미국으로 돌아 와서 단숨에 세 계급을 뛰어 넘어 준장으로 승진하였다. 이것은 군 내부에서도 반감을 샀으며, 군인으로서의 능력보다는 워렌 상원의원의 배경에 의해 승진한 것이라는 야유를 받았다. 그 후, 발칸반도 근무를 거쳐 1909년부터 1912년까지 다시 필리핀 모로 주 총독으로 근무하게 된다. 1912년 9월, 메이지 일왕의 장례식에 참석차 미국 정부 조문 사절단의 수행원으로 일본을 방문했다.

## 판초 비야와 멕시코
1914년, 멕시코 국경 경비를 담당하는 제8 여단장에 임명되었다. 1915년에는 프레드릭 펀스튼 소장 휘하에서 판초 비야 토벌군에 합류했다. 이때, 부하 중 한 명으로 당시 소위였던 조지 패튼이 있었다. 이 원정 중에 샌프란시스코의 집은 화재를 당해 퍼싱은 아내와 세 딸을 잃었다.(이때 6 살짜리 아들 워렌만 살아남았다.)

## 제1차 세계대전

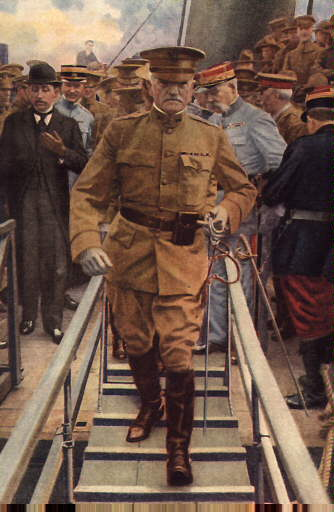
유럽 파견군 총사령관으로 프랑스에 상륙한 퍼싱 (1917년)

1917년, 제1차 세계대전에서 미국이 독일 제국에 선전포고를 한다. 우드로 윌슨 대통령은 퍼싱을 유럽 파견군 총사령관에 임명하고, 아울러 소장으로 승진시켰다. 1918년에는 대장에 임명되고, 뫼즈-아르곤 공세와 생미엘 전투를 지휘한다. 그는 연합국의 승리에 크게 공헌했다. 이 때 퍼싱의 부관 중 한 명이었던 것이 조지 C. 마샬(당시 대령)이었고, 또한 더글러스 맥아더(당시 준장)도 그의 휘하에서 사단장으로 싸웠다.
유럽에서의 활약으로 퍼싱은 일약 영웅이 되었고, 1919년 9월 3일자로 그를 위하여 특별히 제정된 미국 총군 원수의 지위에 올랐다. 한편, 유럽에서 퍼싱은 전선에서 훨씬 후방에서 지휘를 맡아 전선의 야전 지휘관의 진언을 자주 물리쳤다. 때문에 부하들과의 사이에 잦은 갈등이 겪기도 했다. 특히 맥아더는 이로 인해 퍼싱에 비판적인 태도를 취하게 된다.

## 제1차 세계대전 이후
1920년에는 퍼싱을 대통령으로 추대하자는 움직임이 일어난다. 퍼싱은 공화당원 이었지만, 민주당은 윌슨 정권 성향이라고 당내에서는 신임했다. 이 때문에 결국 대통령 후보로 지명되지는 못했다. 1921년에는 육군 참모 총장에 취임한다. 1924년 퇴역할 때까지 이 지위에 있었다.

## 같이 보기
- 조지 워싱턴
- 제1차 세계 대전
- 대원수